# Декольте

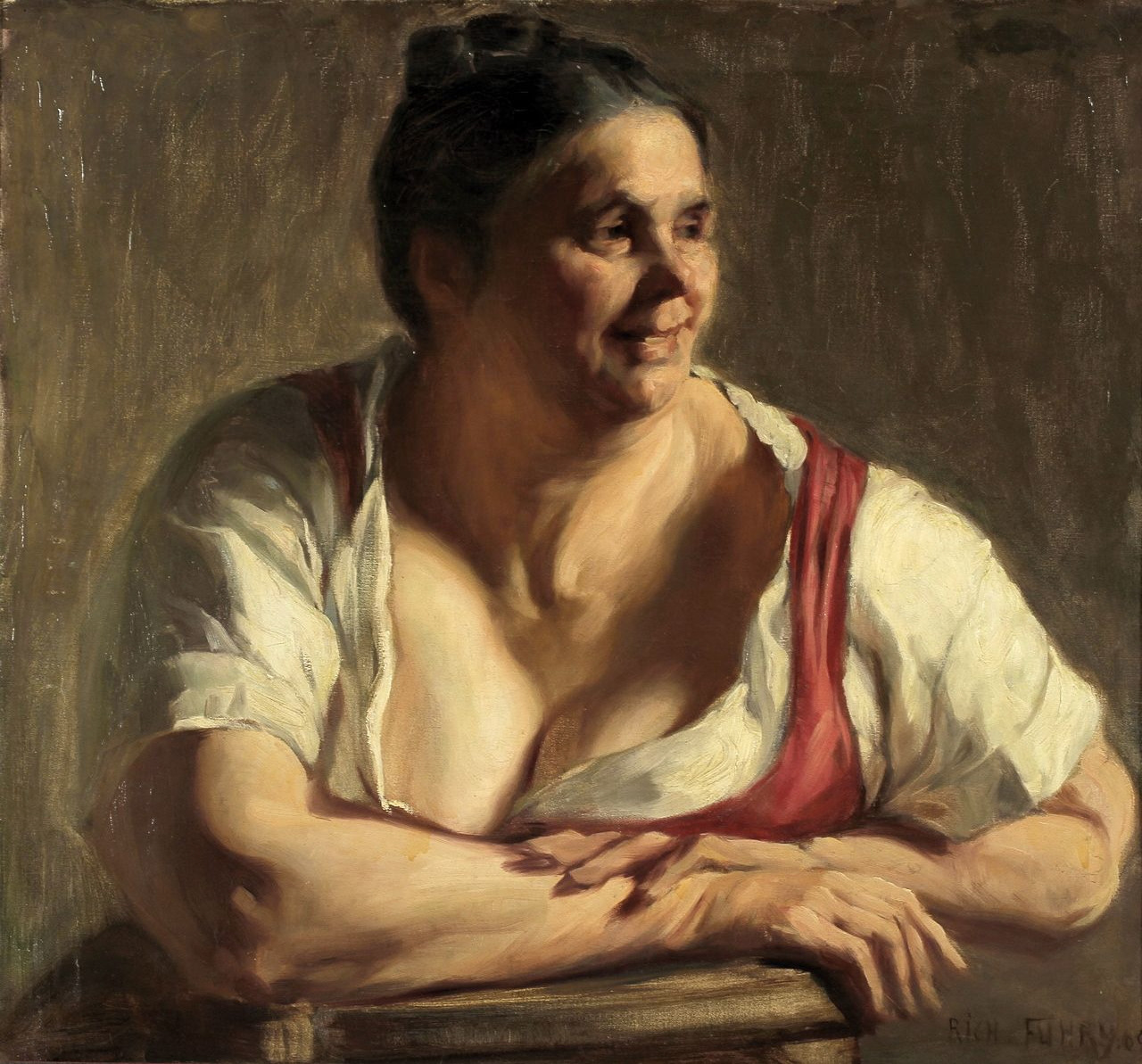
Портрет селянки, Richard Fuhry, 1909

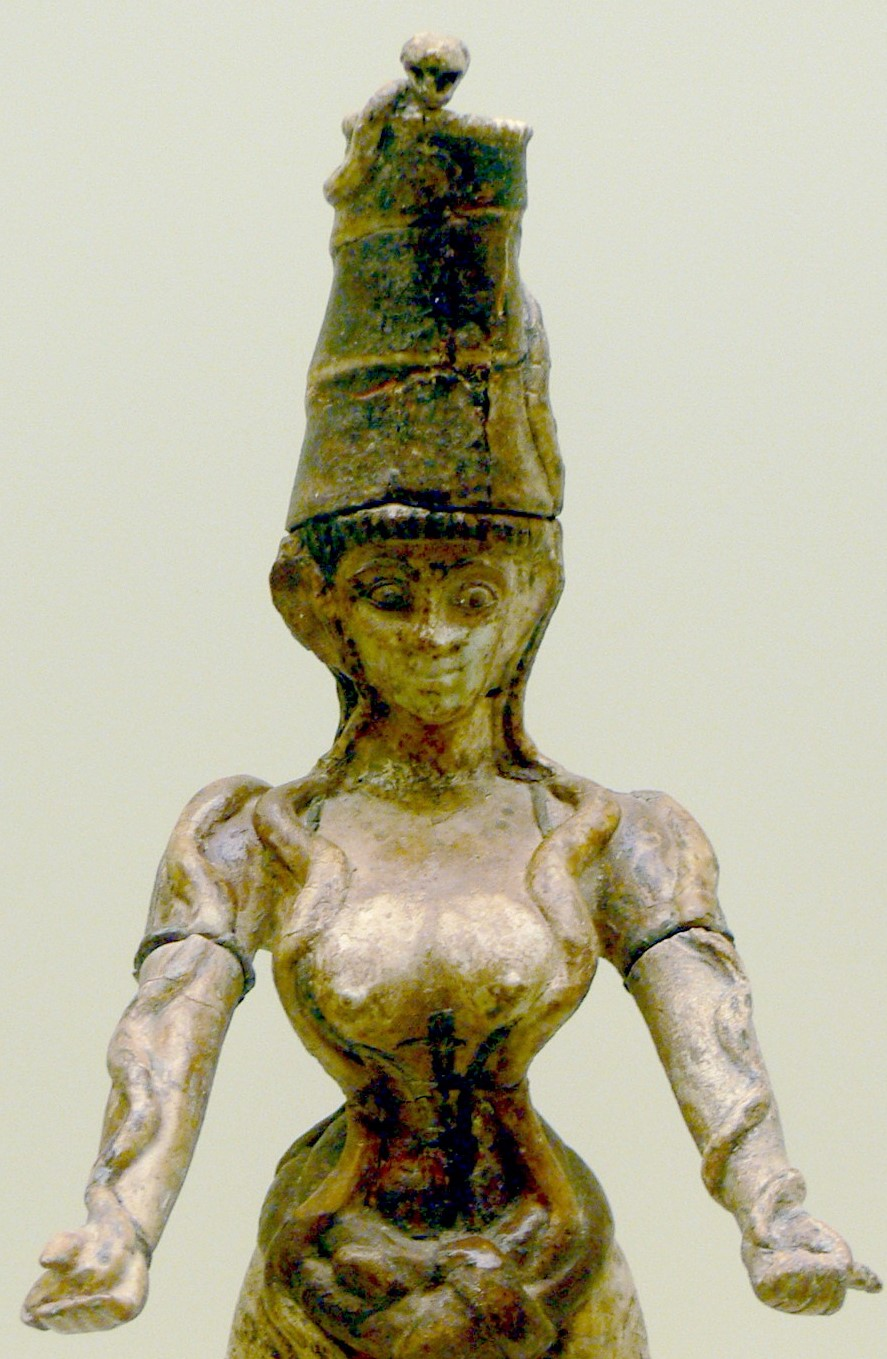
Критська Богиня зі зміями оголена до пояса

Декольте́ (фр. décolleté — «з вирізаною шиєю») — елемент відкритого жіночого вбрання, в якому шия, частина грудей і руки вище ліктя оголені.

## Історія

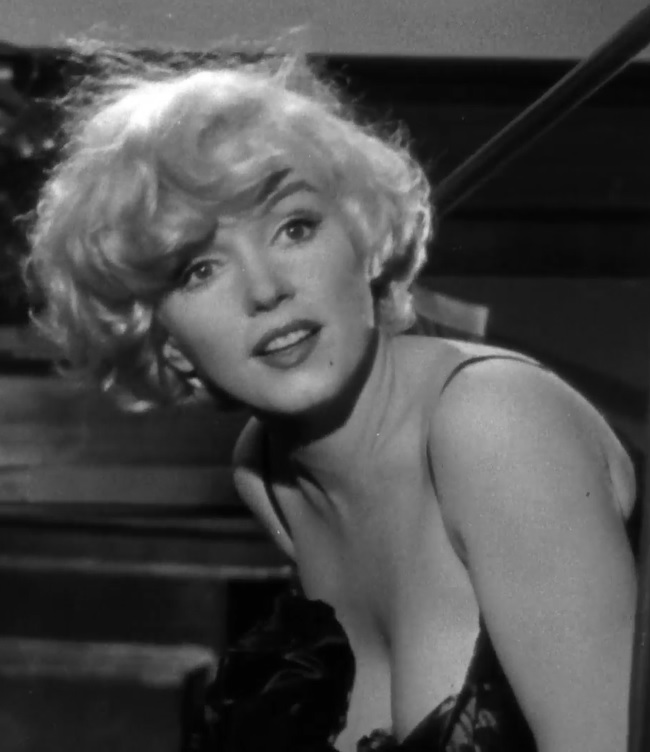
Мерилін Монро у фільмі «У джазі тільки дівчата»

Одне з перших відомих декольте у давнину можна бачити у богині зі зміями з острова Крит. Найвідвертіше декольте в історії одягу носили жінки Стародавнього Криту. Їхні ліфи мали рукави й закривали плечі, але груди були повністю голі до талії. 
Пам'ятники грецького мистецтва також демонструють цілий ряд варіантів вирізів жіночої сукні. 
Декольте у сучасному розумінні з'явилося у XIV столітті, у Бургундії, при дворі Ізабелли Баварської. Одяг став ще більше прилягати до тіла, в жіночому одязі внаслідок високої талії груди високо підняті та виступають вперед, глибокий V-подібний виріз зменшує ліф сукні й іноді прикривається нижньою сорочкою (власне, утворюючи декольте). Крім того, в цей час декольте починає відкривати не лише груди, а й спину.
В епоху Ренесансу, коли фігура формувалася корсетом, що піднімав груди шнуруванням, теж робився великий виріз на грудях. Примітно, що сувора іспанська мода забороняла декольте.
Лише в епоху бароко знову стали носити широкі декольте, які за часів рококо збільшилися.
Декольте швидко досягло найнижчої межі, а траплялося, бувало й нижче за неї. Так, наприклад, Елеонора, фаворитка французького короля Карла VIII, з'явилася на один з бенкетів на його честь з голими грудьми. Приклад відразу ж спричинив появу наслідувачок (деякі леді підкреслювали соски, наприклад, підфарбовували їх червоною помадою або закріплювали на них ланцюжки) попри погрози церкви відлучити їх.
Декольте з вирізом посередині, що відкриває тіло нижче лінії грудей, ввели в моду не модельєри ХХ століття, а шансонетки і виконавці канкану. У такому вбранні знаменита канканістка Ла Гулю позувала Тулуз-Лотреку. Таке ж декольте з розрізом до талії нерідко носили акторки, що виконували головну роль в опереті Оффенбаха «Прекрасна Єлена».
В якості кишені декольте використовувалося в часи, коли на жіночому одязі кишень не було: в XVI-XVII століттях. У декольте носили хустку, нюхальну сіль, блохоловку, кисети з солодощами. У XVIII столітті — табакерку, мішечки з пахощами, рукавички, косметичне приладдя.
У всі епохи декольте було класичним місцем для любовних записок. У різні часи мандрівники на небезпечних дорогах ховали гроші у декольте своїх супутниць — в надії, що бандити посоромляться їх обшукати. Проте розбійники перш за все і починали звідти.

## Типи та форми
- Овальні вирізи, які візуально подовжують шию
- V-подібні декольте
- Квадратні декольте підкреслюють груди
- Косі вирізи, при цьому саме декольте розташовується, наприклад, зліва, а права половина верху повністю закрита сукнею